# Louise Contat
Pour les articles homonymes, voir Contat.
 (août 2025).
Si vous disposez d'ouvrages ou d'articles de référence ou si vous connaissez des sites web de qualité traitant du thème abordé ici, merci de compléter l'article en donnant les références utiles à sa vérifiabilité et en les liant à la section « Notes et références ».
Louise-Jeanne-Françoise Contat, dite Contat aînée, est une actrice française née le 17 juin 1760 à Paris où elle est morte le 9 mars 1813.
Elle a créé le rôle de « Suzanne » dans Le Mariage de Figaro de Beaumarchais.

## Biographie
Louise Contat naît le 17 juin 1760, elle est la fille de Jean-François Contat, soldat de la maréchaussée et marchand de bas privilégié dans le quartier des Halles et de Madeleine-Françoise Leroy. Elle est baptisée le lendemain à la paroisse de Saint-Germain-l'Auxerrois. Elle débute à la Comédie-Française à seize ans le 3 février 1776 par le rôle d'Atalide dans Bajazet. Protégée par Madeleine-Angélique-Michelle Drouin dite Mme Préville, cliente de la mercerie de son père dont elle devient l'élève, la jeune fille « ne causa d'abord de sensation, dit-on, que par sa ravissante figure : ce dont le parterre, beaucoup plus exigeant alors que depuis, ne se contenta pas ». La Harpe a d'ailleurs dit à ce sujet : « Mlle Contat a débuté avec une charmante figure, mais pas de voix et peu de talent. »
Loin d'être découragée par l'échec qu'elle a éprouvé dans Bajazet, elle se fait donner des cours de déclamation et redouble d'efforts. On lui confie un nouveau rôle dans Zaïre, puis celui de Junie dans Britannicus. Reçue 171e sociétaire en 1777, la belle actrice est courtisée par le fils du chancelier Maupeou qui, dit-on, avait fortement appuyé sa rapide réception à la Comédie française, malgré son « faible talent ». À la fin des années 1780, elle a déjà son petit hôtel, qu'elle partage avec sa sœur cadette Émilie, actrice comme elle, élève deux enfants naturels de Maupeou et mène grand train. Toujours à court d'argent, la « Vénus aux belles fesses » – ainsi la nomme-t-on dans les nouvelles à la main –, se fait remarquer du comte d'Artois qui délaisse la duchesse de Guiche pour lui consacrer quelques semaines. Au mois de décembre 1780, on déclare la naissance d'un enfant, Charles-Louis Philippe, qui fut doté d'une pension de 8 000 livres au capital de 100 000 livres. L'intérêt que lui manifeste dès lors le frère du roi est surtout bénéfique pour la carrière de l'actrice à qui on offre enfin les rôles qu'elle convoite.
Tout en se laissant guider par Mme Préville, comédienne expérimentée, Louise Contat, joue de sa physionomie piquante, et fait surtout valoir son naturel fait de malice et de gaieté. Le premier rôle dans lequel elle se fait remarquer est celui de Cécile, dans le Père de famille, mais c'est dans Le Vieux Garçon, de Dubuisson, 16 décembre 1782, dans les Courtisanes de Palissot, qu'elle obtient, pour la première fois, les applaudissements dont on n'a guère été guère prodigue envers elle jusqu'à ce jour. Dans la première de ces deux pièces, on remarque sa « sensibilité », et dans la seconde, on retient sa grâce et de sa finesse. Elle se fait particulièrement apprécier dans le rôle des ingénues, que lui procure la retraite de Mlle Doligny. Elle incarne à merveille La Coquette corrigée, rôle sur mesure, et où son jeu fait oublier les faiblesses de la pièce.
La consécration vient avec la création du rôle de « Suzanne », dans Le Mariage de Figaro. Lorsque le bruit se répand dans les coulisses que Beaumarchais confierait ce rôle à Louise Contat, Mlle Faniez sa collègue propose le 11 octobre 1781 sa propre candidature. Beaumarchais qui sait pouvoir compter sur l'appui du favori du comte d'Artois, le comte de Vaudreuil – qui a donné lecture à Gennevilliers de cette pièce décriée –, fait preuve de diplomatie en annonçant qu'il confierait le rôle de Suzanne à la protégée du prince. Or le comte d'Artois est dans les meilleurs termes avec sa belle-sœur, Marie-Antoinette qui, véritablement, est la seule en état de fléchir Louis XVI alors défavorable à la représentation de cette pièce. Ce jeu d'influence, habituel à la cour et également dans les coulisses des théâtres royaux, auquel la duchesse de Polignac prend part elle aussi, a raison des dernières hésitations du roi.
Cette circonstance est fort heureuse pour Louise Contat dont la brillante réputation doit beaucoup au Mariage de Figaro. Elle est, paraît-il, « remarquable de verve, de gaieté et d'entrain ». Jamais encore la Comédie-Française n'a vu une soubrette si piquante et si délurée. « Impossible d'être plus délicieusement coquine, plus coquette, plus amoureuse, plus honnêtement rouée. » À l'issue de la première représentation, Préville, enchanté, vient embrasser l'élève de sa femme, en disant : « Voilà la première infidélité que je fais à Mlle Dangeville. »
La renommée de Louise Contat qui a enfin conquis l'assurance qui lui manquait, s'accroit rapidement, et c'est, parmi les auteurs, à qui lui offrirait des rôles. Pendant vingt-quatre ans, sa carrière n'est qu'une série de triomphes publics : pour se faire une idée de la qualité de son jeu, il faut (selon les critiques du temps) l'avoir vue dans Julie du Dissipateur ; dans Mme de Volmar, du Mariage secret, et dans Mme Évrard, du Vieux Célibataire. Au fur et à mesure des années, Louise Contat remplit successivement les trois emplois consacrés des femmes de théâtre, les amoureuses, les grandes coquettes et les jeunes mères.
Ses succès l'ont, dit-on, rendue vaniteuse et parfois désagréable. Le dramaturge Alexandre Duval lui ayant ainsi attribué le rôle de la duchesse d'Athol dans son drame, Édouard en Écosse,  au cours d'une répétition, elle néglige sciemment les observations très justes de l'auteur, elle finit par lui lancer ses papiers au visage et quitter la scène. Alexandre Duval reprend flegmatiquement son manuscrit au souffleur, et sort du théâtre, emportant son œuvre. Pour finir, la comédienne doit s'excuser de son geste déplacé mais Duval, blessé dans son amour-propre, rapporta son drame.
Louise Contat, à qui, en qualité de comédienne ordinaire du Roi, une pension est accordée sur le trésor royal, depuis14 janvier 1785, ne cesse pas d'être dévouée à l'Ancien Régime. En 1789, Marie-Antoinette ayant témoigné le désir de voir La Gouvernante, fait savoir qu'elle serait bien aise que cette actrice y remplisse le rôle principal, qui n'était ni de son âge ni de son emploi. Afin de satisfaire la volonté de Marie-Antoinette, Louise Contat doit apprendre près de cinq cents vers. Elle promet de faire l'impossible et tient parole : « J'ignorais écrivait-elle à la personne qui lui avait transmis les ordres de la reine, où était le siège de la mémoire : je sais à présent qu'il est dans le cœur. » Pensée délicate et d'autant plus méritoire que déjà, à cette époque, il n'est pas sans quelque danger d'exprimer des sentiments de dévouement à la famille royale. Aussi cette lettre, publiée par ordre royal, faillit-elle devenir, plus tard, fatale à Louise Contat.
La Révolution renforce Louise Contat dans les principes qui ont été ceux de toute sa vie. Elle prend résolument position contre la Révolution et contre les réformes, à commencer par celles initiées par Talma au Théâtre français. Hostile aux auteurs « libéraux », elle est entichée d'aristocratie, et avec les « Noirs », c'est-à-dire ses camarades royalistes Fleury, Dazincourt et Raucourt, elle se signale à l'attention publique par son mépris de la Révolution. Maîtresse d'Amalric de Narbonne, elle évolue dans les salons monarchistes et intrigue contre ses camarades Talma, Mme Bellecourt, Mme Vestris et ceux qui prétendent ouvrir le répertoire aux idées du jour. Quoique protégée par Fabre d'Eglantine et quelques auteurs républicains après le 10 août, elle est une des premières victimes de la loi des suspects (17 septembre 1793). Visée à la suite de la représentation de la pièce Paméla, de François de Neufchâteau, qui a déplu à Barère de Vieuzac, Contat et les « Noirs » du Théâtre de la nation sont envoyés, les hommes aux Magdelonnettes, les femmes à Sainte-Pélagie. L'affaire des comédiens doit être instruite fin juin 1794, à la demande répétée de Barère et Vadier. Mais, au moment de le transmettre à Fouquier-Tinville, le Comité de sûreté générale se montre incapable de retrouver le dossier des comédiens ; on dit que les pièces principales sur lesquelles devait se fonder l'accusation ont été retirées et détruites par un ancien acteur, La Bussière, qui occupe alors en effet une fonction subalterne à l'hôtel de Brionne, siège de la police politique.
S'attendant à être guillotinée, Louise Contat aurait composé ces vers qu'elle prévoyait de prononcer sur la charrette :
Je vais monter sur l'échafaud,

Ce n'est que changer de théâtre.

Vous pouvez, citoyen bourreau,

M'assassiner, mais non m'abattre.

Ainsi finit la Royauté,

La valeur, la grâce enfantine...

Le niveau de l'égalité,

C'est le fer de la guillotine.
Réchappée de la guillotine, elle rejoint d'abord quelques-uns de ses anciens camarades, placés sous la direction de Sageret. Lors de la reconstitution de la Comédie-Française en 1799, elle prend rang dans la nouvelle troupe et retrouve ses succès d'autrefois. Bien qu'on lui ait reproché une préférence marquée pour le théâtre de Marivaux, elle prouve que Molière a en elle une interprète à la hauteur de ses « immortelles conceptions ».

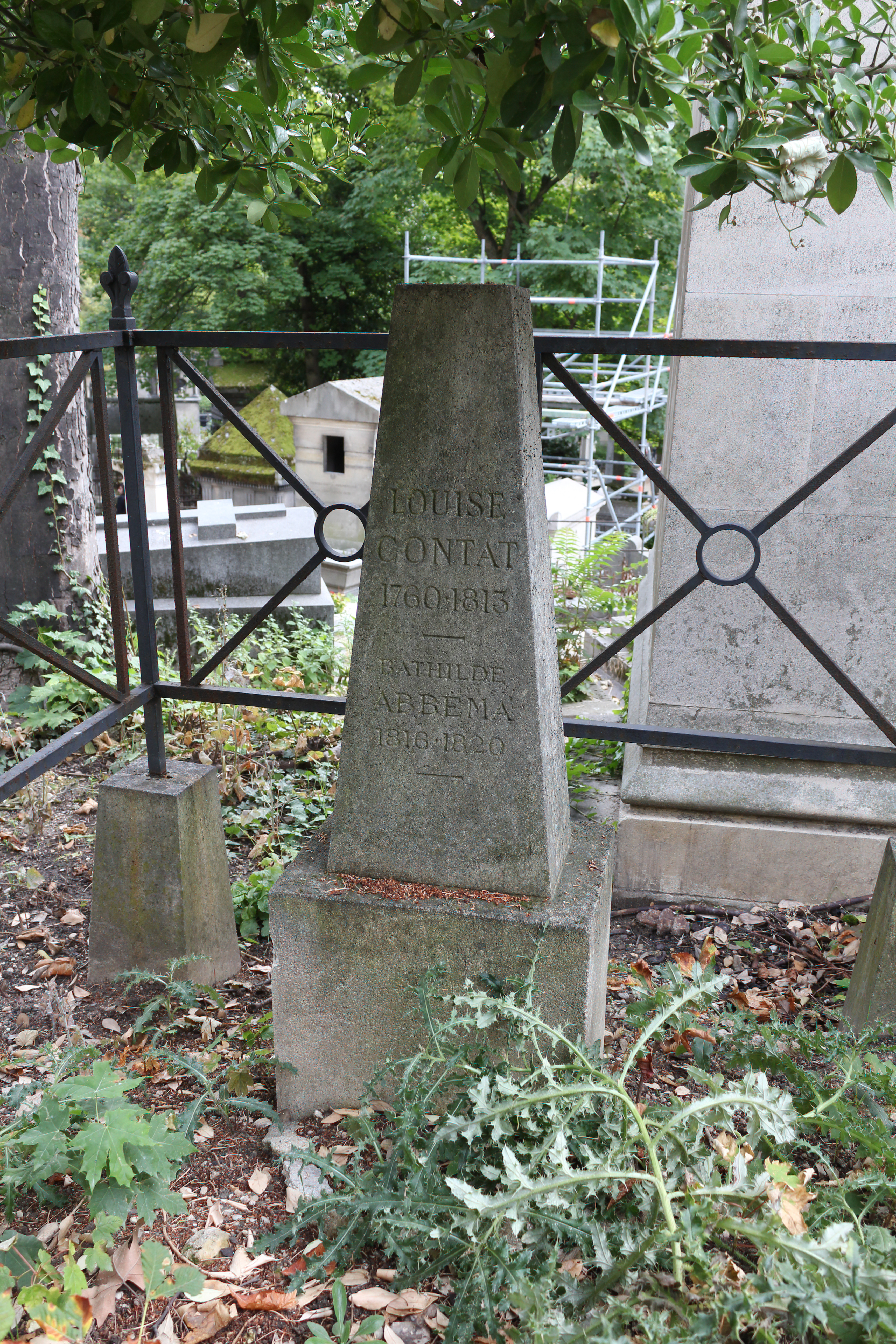
Tombe au cimetière du Père-Lachaise.

Depuis longtemps, après une carrière de trente-trois années, Louise Contat, interprète des rôles d'un caractère plus grave, dans lesquels elle conserve son aisance naturelle et son amabilité. Sa représentation de retraite a lieu, le 6 mars 1809, composée d'Othello et des Deux Pages. Elle y remplit le rôle de l'Hôtesse avec la grâce, la finesse et le talent qui l'ont rendue chère au public. Tous ses camarades acteurs se font un point d'honneur de figurer dans le cortège du roi, afin de rendre hommage à la femme célèbre qui va s'éloigner : tant il est vrai, qu'au moment de la séparation définitive, toutes les mesquines rivalités de coulisses s'évanouissent pour ne faire place qu'au seul sentiment du regret. 
Louise Contat est à peine âgée de cinquante ans lorsqu'elle quitte la scène, où elle s'était fait un nom parmi les plus éminents du théâtre, et laisse, ainsi que l'a dit Geoffroy : « la réputation d'une actrice pleine de finesse et d'agrément, qui avait porté au plus haut point l'art du débit et la magie du jeu théâtral. »
Le salon de Louise Contat, qui épouse, le 26 janvier 1809, le chevalier Paul-Marie-Claude de Forges de Parny, un neveu du poète élégiaque Évariste de Parny, a pris de l'importance depuis le Directoire. À Ivry et à Paris, il devient bientôt le centre de la meilleure compagnie selon ceux qui le fréquentent. Appartenant à l'élite de la société du XVIIIe siècle, elle a le goût de la mondanité, de l'esprit et un penchant naturel à l'ironie qui, selon un contemporain, « ne blessait pas, parce qu'elle était bonne et que sa raillerie ne dépassait jamais l'épiderme ».
Atteinte d'un cancer, elle ignore d'abord la nature de son mal que Corvisart, le médecin de Napoléon, lui dissimule. Venue à l'improviste chez Corvisart, on la fait attendre dans le cabinet où, sur le bureau, une lettre ouverte à Hallé, le célèbre confrère de Corvisart, indique l'état de sa malade. Elle apprend ainsi qu'elle n'a que quatre mois à vivre. Corvisart qui est entré, aperçoit la lettre. Ne sachant si elle l'a lue, il trouve la comédienne si enjouée, si maîtresse d'elle-même, qu'il fait comme si le mal dont elle souffre n'était que passager, un rien dont elle sera remise avant peu. Et il lui prescrit quelques potions, avant de la congédier, satisfait.
Sa contemporaine Sophie Gay a prétendu que, trois mois avant sa mort, « jamais Louise Contat n'avait été plus gaie, n'avait parut plus heureuse, le soir, en son salon, au milieu de ses amis. Jamais avec une liberté d'esprit plus grande, elle ne présida à la conversation, lançant les mots piquants avec plus d'à-propos ». 
Elle est inhumée au cimetière du Père-Lachaise (20e division).

## Théâtre

### Carrière à la Comédie-Française
Entrée en 1776
Nommée 171e sociétaire en 1777
Départ en 1809
- 1776 : Bajazet de Jean Racine : Atalide
- 1776 : La Rupture de Madame Delhorme : Isabelle
- 1776 : Athalie de Jean Racine : Salomith
- 1776 : Britannicus de Jean Racine : Junie
- 1776 : Le Misanthrope de Molière : Eliante
- 1776 : Les Plaideurs de Jean Racine : Isabelle
- 1776 : Phèdre de Jean Racine : Aricie
- 1776 : Athalie de Jean Racine : Zacharie
- 1778 : L'Aveugle par crédulité de Jean-Nicolas Fournel : Julie
- 1780 : Les Étrennes de l'amitié, de l'amour et de la nature de Dorvigny : Sophie
- 1780 : La Réduction de Paris de Desfontaines-Lavallée : une jeune fille
- 1780 : Le Bon Ami de Legrand : Lucile
- 1781 : Le Jaloux sans amour de Barthélemy Imbert : Mlle d'Orson
- 1782 : Henriette ou la Fille déserteur de Mademoiselle Raucourt : baronne de Berthem
- 1782 : Le Flatteur d'Étienne-François de Lantier : Sophie
- 1782 : Le Satirique de Charles Palissot de Montenoy : Julie
- 1782 : Le Vieux garçon de Paul-Ulric Dubuisson : Mlle Sophie
- 1782 : Les Journalistes anglais de Jean-François Cailhava de L'Estandoux : Émilie
- 1782 : Les Rivaux amis de Nicolas-Julien Forgeot : la comtesse
- 1782 : Molière à la nouvelle salle ou les Audiences de Thalie de Jean-François de La Harpe : le vaudeville
- 1782 : La Comtesse d'Escarbagnas de Molière : Julie
- 1782 : Tartuffe de Molière : Mariane
- 1783 : Le Bienfait anonyme de Jean Pilhes : Sophie
- 1783 : Le Déjeuner interrompu de Marie-Émilie de Montanclos : Henriette
- 1783 : Le Séducteur de François-Georges Mareschal de Bièvre : Orphise
- 1783 : Le Barbier de Séville de Beaumarchais : Rosine
- 1783 : Le Misanthrope de Molière : Célimène
- 1784 : L'Avare cru bienfaisant de Jean-Louis Brousse-Desfaucherets : Hortense
- 1784 : Le Mariage de Figaro de Beaumarchais : Suzanne
- 1784 : La Fausse coquette d'Étienne Vigée : Céphise
- 1784 : Corneille aux Champs-Élysées de Honoré Jean Riouffe : Thalie
- 1784 : Le Jaloux de Marc-Antoine-Jacques Rochon de Chabannes : la marquise
- 1785 : L'Épreuve délicate de Philippe-Antoine Grouvelle : la comtesse d'Ormoi
- 1785 : L'Hôtellerie d'Antoine Bret : Adélaïde
- 1785 : La Comtesse de Chazelle de Madame de Montesson : la comtesse de Chazelle
- 1785 : Les Deux Frères de Guillaume Dubois de Rochefort : Lucile
- 1785 : Les Épreuves de Nicolas-Julien Forgeot : la comtesse
- 1785 : Melcour et Verseuil de Pierre-Nicolas André de Murville : Angélique
- 1786 : Le Chevalier sans peur et sans reproche de Jacques-Marie Boutet de Monvel : Mme de Randan
- 1786 : Le Mariage secret de Jean-Louis Brousse-Desfaucherets : Mme de Volmare
- 1786 : Le Portrait de Jean-Louis Brousse-Desfaucherets : Mme de Merseil
- 1786 : Tartuffe de Molière : Elmire
- 1787 : Rosaline de Joseph-Alexandre de Ségur : Rosaline
- 1788 : L'Entrevue d'Étienne Vigée : la marquise de Valmont
- 1788 : La Ressemblance de Nicolas-Julien Forgeot : Béatrix et Léonor
- 1788 : Le Faux noble de Michel Paul Guy de Chabanon : Hortense
- 1788 : Les Réputations de François-Georges Mareschal de Bièvre : la marquise
- 1789 : Auguste et Théodore ou les Deux pages d'Ernest de Manteufel : Mme Phlips
- 1789 : La Fausse apparence de Barthélemy Imbert : Mlle d'Herfleur
- 1789 : Raymond V, comte de Toulouse de Michel-Jean Sedaine : la comtesse
- 1790 : L'Honnête criminel de Charles-Georges Fenouillot de Falbaire de Quingey : Cécile
- 1790 : Le Couvent de Pierre Laujon, Comédie-Française : Sœur Saint-Ange
- 1791 : Le Mari directeur de Flins des Oliviers : Mme Dorval
- 1791 : Les Victimes cloitrées de Jacques-Marie Boutet de Monvel : Eugénie
- 1792 : La Matinée d'une jolie femme d'Étienne Vigée : Mme de Sénanges
- 1792 : Le Faux insouciant de Louis-Jean Simonet de Maisonneuve : Mme Florimond
- 1792 : Le Retour du mari de Joseph-Alexandre de Ségur : la baronne
- 1792 : Le Vieux célibataire de Jean-François Collin d'Harleville : Mme Evrard
- 1793 : Les Fausses Confidences de Marivaux : Araminte
- 1793 : Les Femmes de Charles-Albert Demoustier : Mme de Saint-Clair
- 1799 : La Mère coupable de Beaumarchais : La comtesse  Almaviva
- 1800 : L'Original de François-Benoît Hoffman : Célimène
- 1800 : La Femme jalouse de Desforges : Mme Dorsan
- 1800 : Les Mœurs du jour ou l'École des jeunes femmes de Jean-François Collin d'Harleville : Euler
- 1800 : Le Mariage de Figaro de Beaumarchais : la comtesse
- 1801 : La Maison donnée d'Alexandre Duval : Mme Dorneval
- 1801 : Le Collatéral de Fabre d'Églantine : Julie
- 1802 : Édouard en Écosse d'Alexandre Duval : Lady Dathol
- 1802 : Le Jeu de l'amour et du hasard de Marivaux : Silvia
- 1803 : Le Roman d'une heure de François-Benoît Hoffman : Lucile
- 1803 : Le Veuf amoureux de Jean-François Collin d'Harleville : Mme de Merval
- 1805 : Madame de Sévigné de Jean-Nicolas Bouilly : Madame de Sévigné
- 1806 : Les Français dans le Tyrol de Jean-Nicolas Bouilly : la comtesse
- 1806 : Le Politique en défaut de Charles-Augustin Sewrin et René de Chazet : Mme de Saint-Tve
- La Double Inconstance de Marivaux